# Fistule anale de Louis XIV

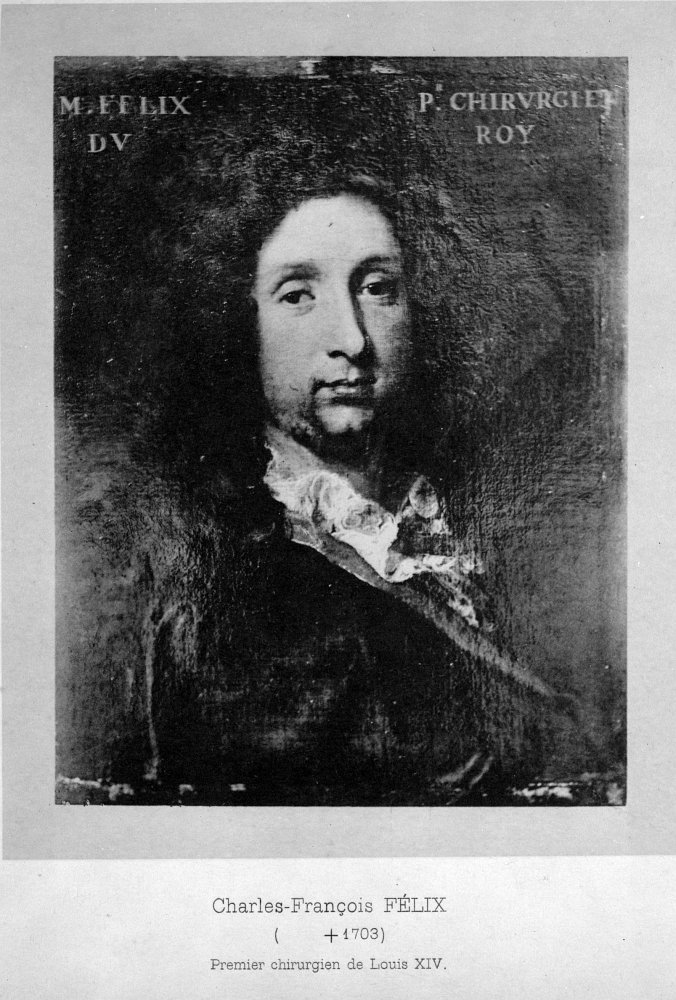
Charles-François Félix, le chirurgien ayant opéré en 1686.

La fistule anale de Louis XIV est l'un des nombreux maux dont ce roi a souffert. C'est son chirurgien Charles-François Félix qui l'opère avec succès en 1686 après la mise au point d'un instrument particulier et l'entraînement sur plusieurs dizaines d'indigents. La guérison du roi a un retentissement considérable en France et en Europe et donne lieu à de nombreuses célébrations civiles et religieuses à travers le royaume, comme en témoigne la célèbre phrase de Michel-Richard de Lalande s'exclamant ainsi « qu'on parle d'un miracle ».

## Diagnostic

### Histoire de la fistule
La fistule anale est un abcès près de l'anus. La maladie est répandue à l'époque, probablement en raison de la pratique courante de lavements par l'introduction dans l'anus d'une seringue métallique, un clystère dont on ne maîtrisait alors pas la stérilisation mais également, pour le roi, à sa pratique régulière de l'équitation. Depuis Hippocrate (c. 460-370 av. J.-C.), la fistule anale est soignable en pratiquant une incision avec un fil métallique, mais cela provoque souvent des hémorragies mortelles.

### Tumeur royale
Au début de l'année 1686, le roi se plaint « d'une petite tumeur devers le périnée, à côté du raphé, deux travers de doigts de l'anus, assez profonde, peu sensible au toucher, sans douleurs, ni rougeurs, ni pulsations ». L'abcès devient plus douloureux et handicapant. Le roi, alors âgé de 48 ans, ne peut plus monter à cheval et fait ses promenades dans le parc en chaise à porteurs. Ce qui était évoqué pudiquement comme une « tumeur à la cuisse » est ensuite révélé publiquement sur fond d'une guerre entre chirurgiens et médecins sur le traitement à y apporter. Toute la première partie de l'année 1686, ces derniers, avec à leur tête Antoine Daquin soignent avec des emplâtres et cataplasmes. De nombreux apothicaires affluent à Versailles espérant pouvoir accéder au roi pour le soigner et entrer dans son entourage. Parmi les traitements, on préconise l'injection d'eau de Barèges et des médecins envisagent d'envoyer le roi dans la cité thermale pyrénéenne. Un chirurgien parisien est envoyé sur place et témoigne des succès de ces eaux pour la fistule. Mais Daquin s'oppose au voyage qu'il juge trop long et dangereux par « les chaleurs de cette saison ». Finalement, le chirurgien Charles-François Félix réussit à convaincre le roi de se faire opérer et que l'opération, une incision, est certes douloureuse mais ne dure que quelques minutes.

## «Grande opération»
Le chirurgien, qui joue sa carrière, va s'entraîner sur de nombreux indigents de Paris rassemblés à l'hospice de Versailles. On n'en connaît pas précisément le nombre (peut-être 75), mais plusieurs mourront, et selon le curé de Versailles, François Hébert, ils étaient enterrés à l'aube sans faire sonner les cloches « afin que personne ne s'aperçût de ce qui se passait ». Ces multiples opérations permettent à Félix de mettre au point un instrument spécifique, un bistouri recourbé prolongé par un stylet et dont le tranchant est recouvert d'une chape d'argent afin de ne pas blesser lors de son introduction dans l'anus maintenu ouvert par un écarteur. L'instrument conçu pour l'opération, qui prendra le nom de bistouri « recourbé à la royale », est conservé dans les collections du Musée d'histoire de la médecine.
Alors que la cour passe cinq jours à Fontainebleau, le roi rentre à Versailles. L'opération, gardée secrète — même le Dauphin ne sera pas prévenu —, se déroule le 18 novembre 1686 à 7 heures du matin dans la chambre du roi. Le secret est gardé afin de ne pas affaiblir la position du roi, auprès de sa cour et des cours européennes. Elle est relatée en détail dans le Journal de santé du Roi qui est tenu de 1647 à 1711.
Le roi est allongé sur son lit, avec un traversin sous le ventre pour lui relever les fesses. Sont présents outre Félix, les médecins Daquin, Fagon, Bessières et La Raye qui assistent à l'opération, et Madame de Maintenon tenant la main du roi. L'opération sans anesthésie dure trois heures, durant lesquelles le roi aurait dit : « Est-ce fait, messieurs ? Achevez et ne me traitez pas en roi ; je veux guérir comme si j'étais un paysan. »

## Suites
L'opération est un succès et fera la renommée et la fortune du chirurgien, décoré par la suite. La mode sera lancée parmi les courtisans, à Versailles, de se faire opérer de la fistule, plus de trente courtisans prétendirent en souffrir également, en demandant à être opérés à la manière du roi. S'il est fait une large publicité du succès de l'opération, deux autres incisions au moins sont pratiquées sur le roi par Félix à la fin de l'année 1686, et le roi ne se rétablit vraiment qu'à partir de janvier 1687.
De nombreuses célébrations civiles et religieuses se déroulent à Versailles et à travers tout le royaume. Dans les grandes villes de province, les fontaines à vin sont sorties. Les exécutions du Te Deum, par exemple celui de Paolo Lorenzani sous la direction du compositeur, étaient dissimulées, car à la suite de l'édit de Fontainebleau, tous les chants liturgiques en français étaient interdits.
Les Souvenirs apocryphes de la marquise de Créquy rapportent que l'air Seigneur (Dieu), sauve Le Roi a été composé par Jean-Baptiste Lully sur un texte écrit par la duchesse de Brinon pour célébrer la réussite de cette opération chirurgicale. En fait, il s'agissait d'un cantique en français écrit par celle-ci, de sorte que les orphelines de l'école de Saint-Cyr dont elle était supérieure puissent chanter lors de l'arrivée du roi rétabli. Toutefois, en janvier 1687, lors d'une répétition de son propre Te Deum en latin, dans cette optique, Lully se blessa sérieusement au pied avec son bâton de direction et, ayant refusé l'amputation, mourut de la gangrène quelques semaines plus tard.
Ces célébrations servent le dessein de Louis XIV en renforçant la cohésion nationale dans le royaume après la révocation de l'édit de Nantes et à l'étranger en démontrant le courage et la résistance du roi.
Cette opération aura aussi des retombées pour la chirurgie. Auparavant, la primauté était donnée aux médecins, qui avaient une définition intellectuelle de leur métier, avec un mépris pour les chirurgiens, alors considérés comme des manuels, qui pratiquaient un métier dégradant car en contact avec le sang. Les chirurgiens étaient rattachés à la corporation des barbiers-perruquiers. La discipline sort rehaussée et l'intérêt pour celle-ci et l'anatomie ne se démentira plus jusqu'à la fin de l'Ancien Régime.